# Kecamatan Batam Kota
Kecamatan Batam Kota är ett distrikt i Indonesien.   Det ligger i provinsen Kepulauan Riau, i den västra delen av landet, 900 km norr om huvudstaden Jakarta. Kecamatan Batam Kota ligger på ön Pulau Batam.